# White City Stadium
Il White City Stadium (originariamente The Great Stadium) fu uno stadio britannico. Costruito a Londra in occasione della IV edizione dei giochi olimpici e della concomitante Esposizione franco-britannica del 1908 in soli dieci mesi, era considerato uno degli edifici tecnologicamente più avanzati dell'epoca. Sebbene fossero previsti 68.000 posti a sedere (di cui 20.000 coperti), si stimava che avrebbe potuto contenere fino a 130.000 persone in piedi.
Inaugurato il 27 aprile 1908 da Re Edoardo VII, ospitò gran parte delle gare dei Giochi della IV Olimpiade (tiro con l'arco, hockey su prato, calcio, lacrosse, ciclismo, lotta, rugby, nuoto, tiro alla fune, ginnastica, pallanuoto, tuffi e atletica leggera). Fu anche utilizzato come circuito finale per la gara di maratona.
Successivamente fu utilizzato per i II Giochi dell'Impero Britannico (1934) e, per alcuni anni, come stadio dai Queens Park Rangers e dai London Highfield.
Nel 1985, venne demolito per fare spazio ai nuovi studi della BBC.

## Incontri internazionali

### Calcio

#### Giochi olimpici 1908
- Ungheria -  Paesi Bassi - (quarti di finale, 19 ottobre) (ritiro Ungheria[1]);
- Francia B 0-9  Danimarca - (quarti di finale, 19 ottobre);
- Boemia -  Francia A - (quarti di finale, 20 ottobre) (ritiro Boemia[2]);
- Gran Bretagna 12-1  Svezia - (quarti di finale, 20 ottobre);
- Francia A 1-17  Danimarca - (semifinale, 22 ottobre);
- Gran Bretagna 4-0  Paesi Bassi - (semifinale, 23 ottobre);
- Paesi Bassi 2-0  Svezia - (finale terzo posto, 23 ottobre);
- Gran Bretagna 2-0  Danimarca - (finale, 24 ottobre).

#### Mondiale 1966
- Uruguay -  Francia 2-1 (gruppo 1) 15 luglio.

### Rugby

#### Giochi olimpici 1908
- Gran Bretagna 3-32  Australasia - (finale, 26 ottobre 1908)